# 大阪府を舞台とした作品一覧
大阪府を舞台とした作品一覧（おおさかふをぶたいとしたさくひんいちらん）では、大阪府内をモチーフあるいはロケーション撮影地にした映画・テレビドラマ・小説・アニメーションなど、Wikipedia日本語版に存在する一覧。

## 映画
- 嗚呼!!花の応援団〔南河内地域〕
- 愛と死を見つめて〔大阪市〕
- 秋葉男Z
- 秋深き〔大阪市〕
- あしたになれば。〔藤井寺市・羽曳野市・南河内郡太子町〕
- あしたはきっと…
- あの手この手〔大阪市〕
- アワモリ君西へ行く
- 市子〔東大阪市〕[1]
- 犬シリーズ
- 色ごと師春団治〔大阪市〕
- 嘘八百
- 宇宙怪獣ガメラ
- NMB48げいにん!THE MOVIEお笑い青春ガールズ!
- 「エロ事師たち」より 人類学入門〔守口市〕
- 円卓 こっこ、ひと夏のイマジン
- 黄金を抱いて翔べ〔大阪市〕
- 王将〔大阪市〕[2]
- 王手〔大阪市〕
- 大阪外道
- 大坂城物語〔大阪市〕
- 大阪ど根性物語 どえらい奴〔大阪市〕
- 大阪の宿
- 大阪ハムレット
- 大阪府警潜入捜査官
- 大阪物語（1957年）〔大阪市〕[3]
- 大阪物語（1999年）〔大阪市〕
- オカンの嫁入り
- 男はつらいよ 浪花の恋の寅次郎
- 鬼ガール!!〔河内長野市･富田林市･千早赤阪村〕
- 鬼火
- おばちゃんチップス〔大阪市〕
- 女殺油地獄〔大阪市〕[4]
- 女の勲章
- 顔
- ガキ帝国
- 風、スローダウン
- 家族会議
- かぞくのひけつ 〔大阪市淀川区〕
- ガメラ対大魔獣ジャイガー
- 河内カルメン
- 河内遊侠伝
- 関東テキヤ一家 天王寺の決斗〔大阪市〕
- GANTZ:O
- 岸和田少年愚連隊シリーズ〔岸和田市〕
- 今日の空が一番好き、とまだ言えない僕は〔関西大学とその周辺〕[5]
- 強盗放火殺人囚
- 極道の妻たち
- 極道ペテン師〔大阪市〕
- ココニイルコト〔大阪市〕
- 後妻業の女〔羽曳野市〕
- ゴジラvsビオランテ
- ゴジラ×メガギラス G消滅作戦
- ゴジラvsメカゴジラ
- ゴジラの逆襲
- ごめん
- 西鶴一代女〔大阪市〕
- 細雪〔大阪市〕
- 真田風雲録
- 真田幸村の謀略
- さらば愛しの大統領
- 残菊物語〔大阪市〕[6]
- 三匹の牝蜂
- 自虐の詩〔大阪市〕
- 士魂魔道 大龍巻
- 実録外伝 大阪電撃作戦
- 社長シリーズ
- じゃりン子チエ
- 首都消失
- 春琴抄〔大阪市〕
- 少林寺拳法
- ジョゼと虎と魚たち
- ジョン・ウィック:コンセクエンス
- 白い巨塔
- 真空地帯〔大阪市〕
- 心中天網島〔大阪市〕[7]
- 新・仁義なき戦い
- 女番長
- 青春のお通り
- 千日前附近〔大阪市〕
- 千利休 本覺坊遺文
- ソウル・フラワー・トレイン
- 大大阪観光〔大阪市〕
- 大怪獣決闘 ガメラ対バルゴン
- TATTOO＜刺青＞あり
- Wの悲劇〔大阪市〕
- 団地
- 超星艦隊セイザーX 戦え!星の戦士たち
- 追悼のざわめき〔大阪市〕
- 道頓堀川〔大阪市中央区道頓堀〕[8]
- どついたるねん
- トラ・コネ〔大阪市〕
- 泥の河〔大阪市〕[9]
- 浪華悲歌〔大阪市〕[10]
- なにわ忠臣蔵
- 浪花の恋の物語〔大阪市〕
- 難波金融伝・ミナミの帝王シリーズ〔大阪市〕
- ナニワ金融道シリーズ〔大阪市〕
- 西成ゴローの四億円〔大阪市西成区〕
- 日本侠客伝 浪花篇〔大阪市〕
- 日本沈没
- 日本の首領シリーズ
- ニッポン国対泉南石渡村
- 日本暴力列島 京阪神殺しの軍団
- 日本やくざ伝 総長への道〔大阪市〕
- 女系家族〔大阪市〕
- 暖簾〔大阪市〕
- 博奕打ち
- 花つみ日記
- 花のれん〔大阪市〕[11]
- 番頭はんと丁稚どんシリーズ〔大阪市〕
- ビートキッズ〔大阪市・岸和田市〕
- 美貌の都
- HIRAKATA
- ビリケン〔大阪市浪速区新世界〕[12]
- 吹けば飛ぶよな男だが
- 不毛地帯
- FLY!〜平凡なキセキ〜
- ブラック・レイン
- プリンセス・トヨトミ
- ベイブルース 〜25歳と364日〜〔大阪市〕
- 暴動島根刑務所〔大阪市〕
- 暴力金脈
- ホームレス中学生
- ボクは五才
- ぼんち〔大阪市〕
- （秘）色情めす市場〔釜ヶ崎〕[13]
- ミスター・ルーキー
- 味園ユニバース〔大阪市〕[14]
- ムンシン 刺青
- 夫婦善哉〔大阪市〕[15]
- 名探偵コナン 世紀末の魔術師
- 名探偵コナン 迷宮の十字路
- 名探偵コナン 絶海の探偵
- 名探偵コナン から紅の恋歌
- メイン・テーマ
- めし〔大阪市〕[16]
- 夜叉
- 野獣刑事
- 誘拐報道〔豊中市など〕
- よしもと新喜劇映画商店街戦争〜SUCHICO〜
- 世にも面白い男の一生 桂春団治〔大阪市〕[17]
- 夜の女たち〔大阪市〕[18]
- ラブファイト
- 利休〔大阪市・堺市〕
- 利休にたずねよ
- 流転の海

## テレビドラマ
- あかんたれ
- あきまへんで
- 東野圭吾ミステリー「悪意」
- あさが来た
- 鮎のうた
- ありがとう、オカン
- 芋たこなんきん
- ウルトラマン 第26・27話「怪獣殿下」前編・後編
- 黄金の日日(NHK大河ドラマ)
- 大阪環状線 ひと駅ごとの愛物語
- 大阪社会部ひまダネ記者
- お父さんは高校生
- おはようさん
- おんな太閤記(NHK大河ドラマ)
- おんなは度胸
- カーネーション
- 花神(NHK大河ドラマ)
- 神様の女房
- 銀二貫
- 月光仮面
- 江〜姫たちの戦国〜(NHK大河ドラマ)
- 極楽夫婦
- 心はいつもラムネ色
- ごちそうさん (1969年のテレビドラマ)
- ごちそうさん (2013年のテレビドラマ)
- 琥珀の夢
- 真田丸(NHK大河ドラマ)
- 事件ですよ!
- 純と愛
- 白い巨塔 (1967年のテレビドラマ)
- 白い巨塔 (1978年のテレビドラマ)
- 白い巨塔 (1990年のテレビドラマ)
- 白い巨塔 (2003年のテレビドラマ)
- 千利休～春を待つ雪間草のごとく～
- 船場〔大阪市〕
- 太閤記(NHK大河ドラマ)
- 太平記 (NHK大河ドラマ)
- 誰も知らないJ学園
- だんらん
- 近松青春日記
- ちりとてちん
- てっぱん
- てるてる家族
- 天使の羽根
- 堂島〔大阪市〕
- 道頓堀〔大阪市〕
- 道頓堀川〔大阪市〕
- どてらい男〔大阪市〕
- DRAMATIC-J
- DRAMADA-J
- 泣いたらアカンで通天閣〔大阪市〕
- ナニワ金融道〔大阪市〕
- なにわの源蔵事件帳
- 浪花の華〜緒方洪庵事件帳〜
- 浪速少年探偵団
- ぬかるみの女
- 幕末青春グラフィティ 福沢諭吉
- 走らんか
- パチンコ - Pachinko
- はっさい先生
- 半沢直樹
- 番頭はんと丁稚どん〔大阪市〕
- 万博の太陽
- ぴあの〔大阪市〕
- 秀吉(NHK大河ドラマ)
- ふたりっ子〔大阪市〕
- 部長刑事
- ボーダーライン
- ホームレス中学生
- ほがらか法善寺
- 細腕繁盛記
- ぼてじゃこ物語
- ほんまもん
- マッサン
- まんてん
- まんぷく
- ミナミの帝王〔大阪市〕
- 夫婦善哉〔大阪市〕
- 夫婦漫才〔大阪市〕
- よーいドン
- やりくりアパート
- やんちゃくれ 〔大阪市〕
- 横堀川〔大阪市〕
- 横山やすしフルスロットル
- 世の中さかさま
- 和っこの金メダル
- 和田アキ子物語
- 笑わぬ男
- わろてんか

## 文芸
- 愛と死を見つめて（河野實・大島みち子）〔大阪市〕
- 阿弥陀池
- 蟻通〔泉佐野市〕
- 有馬小便
- 池田の猪買い
- 延陽伯
- 王将（北条秀司）〔大阪市〕
- 女殺油地獄（近松門左衛門）〔大阪市〕[19]
- 街道をゆく3河内の道（司馬遼太郎）
- 交野の少将
- がめつい奴（菊田一夫）〔大阪市〕
- 河内十人斬り
- 含羞都市（木津川計）
- 鴻池の犬
- 最後の色街飛田
- 算段の平兵衛
- 四天王寺縁起〔四天王寺〕
- 心中天網島〔大阪市〕[20]
- 崇徳院
- 俊徳丸
- 住吉物語
- 曽根崎心中（近松門左衛門）〔大阪市〕
- 太閤記
- 太平記
- 時うどん
- 土橋万歳
- 夏祭浪花鑑（並木千柳・三好松洛・竹田小出雲）〔大阪市〕
- 日本国憲法 大阪のおばちゃん誤訳（谷口真由美）
- 野崎詣り
- 初天神
- 反魂
- 福翁自伝
- 双蝶々曲輪日記（竹田出雲、三好松洛、並木千柳）
- 冬の遊び
- ホームレス中学生（田村裕）
- 冥途の飛脚（近松門左衛門）〔大阪市〕
- 宿屋の富
- らくだ
- 凛気独楽
- ルポ西成（國友公司）

## 小説
- 愛の渇き（三島由紀夫）〔豊中市〕
- 青い肖像（山本家道）〔大阪市〕
- 青が散る（宮本輝）
- 悪玉伝（朝井まかて）
- 悪名（今東光）
- 甘い関係（田辺聖子）〔大阪市〕
- 甘夏とオリオン（増山実）
- 雨上がり月霞む夜（西條奈加）
- アンダラ先生とジャンジャラ探偵団（田中啓文）
- 言い寄る（田辺聖子）〔大阪市〕
- 生野が生んだスーパースター　文政（沖田臥竜）
- 伊庭貞剛物語（木本正次）
- 宇宙皇子（藤川桂介）
- エヴリシング・フロウズ（津村記久子）〔大阪市〕
- エロ事師たち（野坂昭如）〔守口市〕[21]
- 煙霞（黒川博行）
- 円卓（西加奈子）
- 黄金を抱いて翔べ（高村薫）〔大阪市〕
- 大阪経由17時10分の死者（津村秀介）
- 大阪国際空港殺人事件（山村美紗）
- 水の都大阪3重殺（石川真介）
- 大阪侍（司馬遼太郎）
- 大阪城下老舗ごふくや事件帖（三坂しほ）
- 大阪城殺人紀行（鯨統一郎）
- 大阪シンフォニー（小田実）
- 大阪オナラ草紙（谷口雅美）
- 大阪環状線（草薙秀一）
- 大阪城のシロ（あんずゆき）
- 大阪ずし ひみつの大作戦（北ふうこ）
- 大阪府警シリーズ（黒川博行）
- 緒方洪庵・浪華の事件帳（築山桂）〔大阪市〕
- オカン（西川のりお）
- オカンといっしょ（ツチヤタカユキ）
- オレたちバブル入行組（池井戸潤）
- 女の勲章（山崎豊子）〔大阪市〕
- カウントプラン（黒川博行）
- 学を喰らう虫（北村守）
- 花神（司馬遼太郎）
- 仮装集団（山崎豊子）
- 桂春団治（長谷川幸延）〔大阪市〕
- 神様がくれた背番号（松浦儀実）〔大阪市〕
- かわうそ堀怪談見習い（柴崎友香）〔大阪市〕
- 河内カルメン（今東光）
- 関西国際空港殺人事件 タロット日美子（斎藤栄）
- 岸和田少年愚連隊（中場利一）〔岸和田市〕
- 北前船始末（築山桂）〔大阪市〕
- 今日の空が一番好き、とまだ言えない僕は（福徳秀介）〔関西大学とその周辺〕[22]
- 禁書売り（築山桂）〔大阪市〕
- 銀二貫 （髙田郁）〔大阪市〕
- 楠木正成（大佛次郎）
- 黒蜥蜴（江戸川乱歩）〔大阪市〕
- 光炎の人（木内昇）
- 好色一代男（井原西鶴）〔大阪市・堺市〕
- 好色一代女（井原西鶴）〔大阪市〕
- 好色五人女（井原西鶴）〔大阪市〕
- 五年後に（佐々沢くれは）
- 琥珀の夢（伊集院静）
- 婚活刑事（安道やすみち）
- 金剛の塔（木下昌輝）
- 最後の一句（森鷗外）〔大阪市〕
- サギ師たちの空（那須正幹）
- 左近浪華の事件帳（築山桂）〔大阪市〕
- 細雪（谷崎潤一郎）〔大阪市〕
- 定吉七番シリーズ（東郷隆）〔大阪市・枚方市〕
- 殺意の演奏（大谷羊太郎）〔大阪市〕
- 真田太平記（池波正太郎）
- 裁き屋（浜田文人）
- THE MANZAI（あさのあつこ）
- 残菊物語（村松梢風）〔大阪市〕
- SHI-NO -シノ-（上月雨音）〔大阪市〕
- しぶちん（山崎豊子）〔大阪市〕
- 私本太平記（吉川英治）
- 主題歌（柴崎友香）〔大阪市〕
- 春琴抄（谷崎潤一郎）〔大阪市中央区道修町〕[23]
- 城塞（司馬遼太郎）〔大阪市〕
- 署長刑事（姉小路祐）
- 城のなかの人（星新一）〔大阪市〕
- 新太閤記（海音寺潮五郎）
- 新太平記（山岡荘八）
- 新書太閤記（吉川英治）
- 白い巨塔（山崎豊子）
- 真空地帯（野間宏）
- スイス時計の謎（有栖川有栖）〔大阪市〕
- 推理は空から舞い降りる（喜多喜久）
- スニーカー！エイジ（西浦達雄）
- 切断都市（芦辺拓）
- 感傷旅行（田辺聖子）〔大阪市〕
- そして海の泡になる（葉真中顕）
- その街の今は（柴崎友香）〔大阪市中央区心斎橋周辺〕
- 太閤下水（姉小路祐）
- 太閤私記（花村萬月）
- 太陽の塔（森見登美彦）
- 宝探しトラジェディー（木下半太）
- たこ焼きの岸本（蓮見恭子）
- 血と骨（梁石日）
- 茶聖（伊藤潤）
- 蝶々殺人事件（横溝正史）〔大阪市〕
- チョーコーイレブン（本田久朔）
- 刑事長（姉小路祐）
- てるてる坊主の照子さん（なかにし礼）〔池田市〕
- 天下一の軽口男（木下昌輝）
- 天下を謀る（伊藤潤）
- 電車で行こう!（豊田巧）
- 桃源（黒川博行）
- 堂島物語（富樫倫太郎）
- 道頓堀川（宮本輝）〔大阪市中央区道頓堀〕
- 時の誘拐（芦辺拓）
- 図書室（岸政彦）
- どてらい男（花登筺）
- 飛田ホテル（黒岩重吾）
- 留やんの金歯（伊藤節子）
- 泥の河（宮本輝）〔大阪市〕
- 豊臣秀吉（山岡荘八）
- 泣いたらアカンで通天閣（坂井希久子）〔大阪市〕
- なぜ秀吉は（門井慶喜）
- なぞの転校生（眉村卓）
- 夏空白花（須賀しのぶ）
- なにわ草野球ボーイズ（中村俊治）
- 浪華疾風伝あかね（築山桂）
- 浪速少年探偵団（東野圭吾）
- ナニワモンスター（海堂尊）
- 鍋奉行犯科帳（田中啓文）〔大阪市〕
- 虹色の皿（拓未司）
- 虹のランナーズ（浅田宗一郎）
- 西成山王ホテル（黒岩重吾）
- 日本永代蔵 （井原西鶴）
- 日本アパッチ族（小松左京）
- 日本三文オペラ（開高健）〔大阪市〕[24]
- 女系家族（山崎豊子）〔大阪市〕
- 俄 浪華遊侠伝 （司馬遼太郎）
- 寝ても覚めても（柴崎友香）〔大阪市〕
- 寝屋川アビゲイル（最東対地）
- 能面検事（中山七里）
- のんきな患者（梶井基次郎）〔大阪市〕
- バー堂島（吉村喜彦）
- 爆弾テロリスト灰色パンダ（水田美意子）〔大阪市〕
- 花のれん（山崎豊子）〔大阪市〕
- 阪堺電車177号の追憶（山本巧次）
- 阪急電鉄殺人事件（西村京太郎）〔阪急電鉄〕
- パンプキン！模擬原爆の夏（令丈ヒロ子）
- ビート・キッズ（風野潮）
- ビニール傘（岸政彦）
- 白夜行（東野圭吾）
- プリンセス・トヨトミ（万城目学）
- フルタイムライフ（柴崎友香）〔大阪市中央区心斎橋など〕
- へぼ侍（坂上泉）
- ぼくたちの おばけ沼（中村淳）
- 星のしるし（柴崎友香）〔大阪市・東大阪市〕
- ほないこか！（西田哲世）
- ぼんち（山崎豊子）〔大阪市〕
- 本覺坊遺文（井上靖）
- マジックミラー（有栖川有栖）
- マスカレード・イブ（東野圭吾）
- 待ち遠しい（柴崎友香）
- 幻坂（有栖川有栖）〔大阪市天王寺区〕
- 卍（谷崎潤一郎）〔大阪市〕
- 水の都（庄野潤三）〔大阪市〕[25]
- 御堂筋殺人事件（内田康夫）〔大阪市〕
- 三好長慶伝（三日木人）
- 村木ツトム その愛と友情（福井智）
- 夫婦善哉（織田作之助）〔大阪市〕[26]
- めし（林芙美子）〔大阪市〕[27]
- めっちゃすきやねん（新井けいこ）
- 憂鬱なる党派（高橋和巳）
- 夢のまた夢（津本陽）
- 夜を賭けて（梁石日）
- 淀川八景（藤野恵美）
- 流転の海（宮本輝）
- 六白金星（織田作之助）
- ROMES 06（五條瑛）
- ワーカーズ・ダイジェスト（津村記久子）〔大阪市〕
- わたしがいなかった街で（柴崎友香）〔大阪市〕
- 笑いのカイブツ（ツチヤタカユキ）

## 漫画
- 嗚呼!!花の応援団（どおくまん）〔南河内地域〕
- OUT PITCH（渡辺保裕）
- アオイホノオ（島本和彦）
- アドルフに告ぐ（手塚治虫）
- あぶさん（水島新司）〔大阪市〕
- アベノ橋魔法☆商店街（鶴田謙二/出口竜正）〔大阪市〕
- 大阪ハムレット （森下裕美）
- 大阪豆ゴハン（サラ・イイネス）〔大阪市〕
- おじゃまんが山田くん（いしいひさいち）
- 男どアホウ甲子園（作:佐々木守、画:水島新司）
- お礼は見てのお帰り（石川優吾）〔大阪市〕
- 神様がくれた背番号（渡辺保裕）〔大阪市〕
- カマやん（ありむら潜）〔大阪市西成区〕
- 紙の砦（手塚治虫）
- GANTZ（奥浩哉）
- キン肉マンキン肉星王位争奪編（ゆでたまご）〔大阪城〕
- K-1ダイナマイト（坂井孝行）〔正道会館〕
- 恋せよキモノ乙女（山崎澪）
- ゴッドファーザーの息子（手塚治虫）
- コミック太平記（横山まさみち）
- ザ・ファブル（南勝久）〔太平市〕※架空の市
- しかくいシカク（ざら）
- じゃりン子チエ （はるき悦巳）〔大阪市西成区〕
- 赤灯えれじい（きらたかし）〔東大阪市・守口市〕
- センゴク（宮下栄治）
- ツバサ-RESERVoir CHRoNiCLE-（CLAMP）
- どついたれ（手塚治虫）
- ななついろ★ドロップス（作:ユニゾンシフト、画:たかみ裕紀）
- ナニワ金融道 （青木雄二）〔大阪市〕
- ナニワトモアレ （南勝久）
- なんと孫六（さだやす圭）
- バーバーハーバー（小池田マヤ）
- バラ色の聖戦（こやまゆかり）
- 陽だまりの樹（手塚治虫）
- 文子と早春の煙（石河カド）〔柏原市〕
- 平成生まれ（ハトポポコ）
- へうげもの（山田芳裕）
- まいど南大阪信用金庫（平井りゅうじ、北見けんいち）
- 難波金融伝・ミナミの帝王（作:天王寺大、画:郷力也）〔大阪市〕
- 名探偵コナン（青山剛昌）
- ユキポンのお仕事（東和広）
- 淀川ベルトコンベア・ガール（村上かつら）
- 落第忍者乱太郎（尼子騒兵衛）
- ラッキー・ブレイク（平つくね）
- ラブ★コン（中原アヤ）〔堺市〕
- ラブやん（田丸浩史）
- 湾岸ミッドナイト（楠みちはる）

## テレビアニメ
- アベノ橋魔法☆商店街〔大阪市〕
- W'z《ウィズ》
- 美しいメッセージ
- おジャ魔女どれみ
- おじゃまんが山田くん
- 格闘美神 武龍
- 消えさらぬ傷あと 火の海大阪
- 攻殻機動隊 STAND ALONE COMPLEX Solid State Society
- じゃりン子チエ 〔大阪市西成区〕
- センチメンタルジャーニー
- 太陽の黙示録
- 黄昏乙女×アムネジア
- DEVIL SURVIVOR 2 the ANIMATION
- ななついろ★ドロップス
- 忍たま乱太郎
- ハンドシェイカー
- 陽だまりの樹
- ブラック★ロックシューター
- Free!
- ぼくたちのリメイク
- へうげもの
- まえせつ!
- Mission-E
- 名探偵コナン
- ラブ★コン
- りゅうおうのおしごと!
- Rewrite
- 湾岸ミッドナイト

## ゲーム
- アウトモデリスタ
- 実況おしゃべりパロディウス （Stage1）
- 首都高バトル01
- 初代熱血硬派くにおくん
- スロッターUPコア2 豪打! ミナミの帝王
- センチメンタルグラフティ
- 超速変形ジャイロゼッター アルバロスの翼
- デスピリア
- ドラクリオット - 舞台である人工島「アクアエデン」のモデル[要出典]。大阪駅（桜橋口）、リッツカールトン大阪などが登場。
- ななついろドロップス - 舞台である舞方市星ヶ丘のモデルは枚方市星丘[要出典]。
- ナニワ金融道〜青木雄二の世間胸算用〜
- 龍が如く2
- Rewrite
- レーシングバトル -C1 GRAND PRIX-
- 湾岸ミッドナイト MAXIMUM TUNEシリーズ （3以降）

## ラジオ
- エヴリシングフロウズ（2017年/NHK-FM　青春アドベンチャー）
- さよなら環状線（NHK-FM FMシアター）
- 少年漂流伝（NHK-FM 青春アドベンチャー）
- 白い巨塔（1965年/文化放送）
- タイムスリップ大坂の陣（NHK-FM 青春アドベンチャー）
- 道頓堀ジャンピングガールズ（NHK-FM FMシアター）
- なにわ純情ナイトメア（NHK-MF）
- ニコイナ食堂（NHK-FM 青春アドベンチャー）
- ニューワールド（NHK-FMシアター）
- プリンセストヨトミ（2009年/NHK-FM 青春アドベンチャー）
- 幻坂（NHK-FM）
- 夫婦うどん（NHK-FM　FMシアター）
- UFOはもう来ない（NHK-FM 青春アドベンチャー）

## 舞台作品
- ANOTHER
- 喜劇 道頓堀物語
- 松竹新喜劇
- 駐在さんシリーズ
- 道頓堀の猫
- なにわ侍
- ミュージカル「河内湖」
- 吉本新喜劇
- 吉本百年物語

## 絵画
- 大坂夏の陣図屏風
- 四天王寺図屏風
- 施福時参詣曼荼羅図
- 攝津国四天王寺図
- 総持寺縁起絵巻
- 豊臣期大阪屏風
- 富田林花火大会（山下清）
- 葛井寺参詣曼荼羅図
- 槇尾山大縁起

## その他のテレビ番組
バラエティー
- あほやねん!すきやねん!
- 関西ジャニ博
- げいにん!
- せやねん!
- 探偵!ナイトスクープ
- 土曜はダメよ
- まいど!ジャーニィ〜
- モモコのOH!ソレ!みーよ

情報・報道
- ABCニュース
- おはよう朝日です

## 音楽
- 大阪府のご当地ソング一覧参照